# Тайленхофен
Тайленхофен (нем. Theilenhofen) — община в Германии, в земле Бавария. 
Подчиняется административному округу Средняя Франкония. Входит в состав района Вайссенбург-Гунценхаузен. Подчиняется управлению Гунценхаузен.  Население составляет 1189 человек (на 31 декабря 2010 года). Занимает площадь 20,32 км².
Коммуна подразделяется на 5 сельских округов.

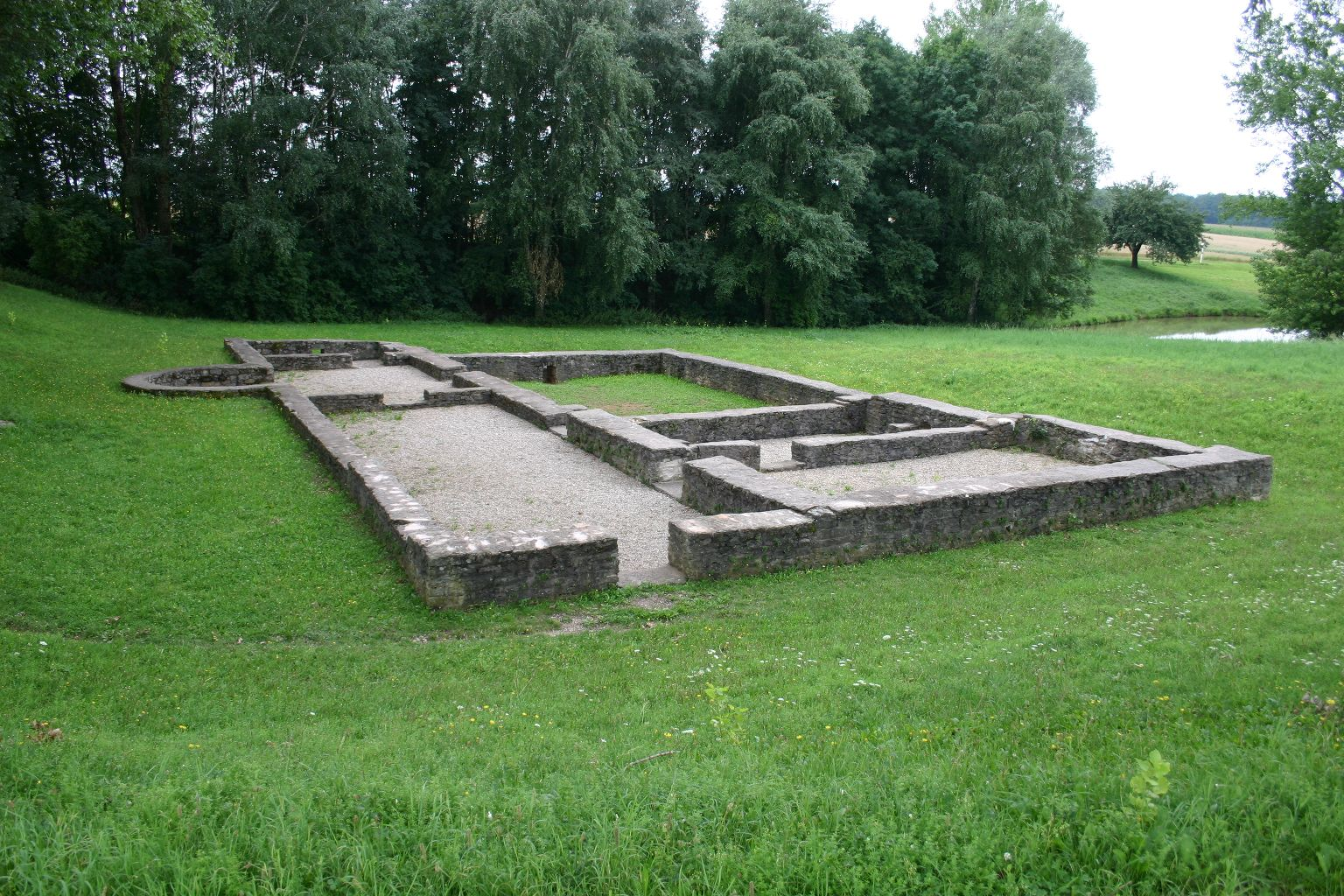
Тайленхофен

## Население
По оценке на 31 декабря 2015 года население общины Тайленхофен составляет 1129 чел. 

| Дата      | 1840 | 1871 | 1900 | 1925 | 1939 | 1950 | 1961 | 1970 | 1987 | 2011 |
| --------- | ---- | ---- | ---- | ---- | ---- | ---- | ---- | ---- | ---- | ---- |
| Население | 1010 | 984  | 962  | 980  | 878  | 1318 | 962  | 932  | 1008 | 1162 |

| Год       | 1960 | 1970 | 1980 | 1990 | 2000 | 2009 | 2010 | 2011 | 2012 | 2013 | 2014 | 2015 |
| --------- | ---- | ---- | ---- | ---- | ---- | ---- | ---- | ---- | ---- | ---- | ---- | ---- |
| Население | 949  | 935  | 950  | 1037 | 1180 | 1191 | 1189 | 1156 | 1140 | 1128 | 1128 | 1129 |